# Béatrix de Cusance
Béatrix de Cusance (Kasteel van Belvoir, 27 december 1614 - Besançon, 5 juni 1663) was barones van Belvoir en de echtgenote van Karel IV van Lotharingen. Ze is mede bekend door haar briefwisseling met Constantijn Huygens.

## Biografie
Béatrix de Cusance was een dochter van Claude-François de Cusance en Ernestine Corsselaar van Wittem. Ze had drie zusters: Madeleine, Dèle en Marie-Henriette en een broer, Cleriadus, die jong overleed, waardoor Béatrix in 1635 de titel van haar vader zou erven. Ze leefde haar eerste jaren in op het  kasteel van haar ouders in Belvoir en vervolgens groeide ze op aan het hof in Brussel van Isabella van Spanje.

### Huwelijksleven
In 1634 kreeg ze een relatie met Karel IV van Lotharingen, een legerleider in Spaanse dienst. Ten tijde van deze amoureuze relatie was Karel van Lotharingen reeds getrouwd met zijn volle nicht Nicola. Om een schandaal te voorkomen huwde de moeder van Béatrix haar uit aan Léopold-Eugène Perrenot de Granvelle. Uit dit huwelijk werd een kind geboren, maar dat leefde slechts een paar maanden. Toen Perrenot de Granvelle in 1637 overleed ging ze negen dagen na diens dood in ondertrouw met Karel IV. Ze kreeg later dat jaar een zoon Frans, maar ondanks dat het onduidelijk was van wie het kind was erkende Karel IV het kind.
Béatrix vergezelde haar man vaak op zijn veldtochten. Het tweetal werd echter in 1642 door een pauselijke bul wegens bigamie geëxcommuniceerd. Pas na drie jaar werd de excommunicatie opgeheven. Toch mochten ze niet meer samenleven tot de kwestie van huwelijk geregeld was en Béatrix werd gedwongen zich terug te trekken op haar bezittingen in de Zuidelijke Nederlanden. Intussen had het stel een dochter gekregen: Anne (1639-1720). Béatrix kreeg vervolgens onder meer een verhouding met Karel Stuart tijdens diens ballingschap in de Nederlanden. Uit de korte hereniging in 1648 kreeg het echtpaar een zoon, Charles-Henri de Vaudémont (1649-1723), maar toch bekoelde de relatie weer. Béatrix de Cusance bleef wonen in Brussel, Antwerpen, en Eigenbrakel. Op haar kasteel van Beersel had ze een eigen salon, waar ze musiceerde en toneelstukken opvoerde met familie en vrienden onder leiding van haar ceremoniemeester, de Engelse priester Richard Fleckoe.

### Leven in de Republiek
Tussen 1652 en 1660 bracht Béatrix de Cusance vele bezoeken aan de Republiek. Via moederszijde kon ze aanspraak maken op het markiezaat Bergen op Zoom en ze kwam diverse malen in Den Haag om voor haar zaak te pleiten. Toch verloor ze het markiezaat aan haar nicht Maria Elisabeth van den Bergh. Via Constantijn Huygens kwam ze in contact met vrouwen als Amalia van Solms en Elizabeth Stuart. In navolging van Amalia Margaretha van Brederode richtte ze de Orde van de Klavecimbelhamer op.

### Laatste jaren
Nadat Karel IV in 1659 uit de Spaanse gevangenis werd vrijgelaten voelde hij zich niet langer verbonden met Béatrix. Hij wilde haar niet meer zien en stuurde haar naar Besançon. Pas vier jaar later, op haar sterfbed, stemde hij in met een nieuw huwelijk dat met de handschoen werd gesloten. Zestien dagen later overleed ze aan de gevolgen van een buikvliesontsteking. Twee jaar na haar dood zou Karel hertrouwen met Marie Louise d'Aspremont.

## Relatie met Constantijn Huygens

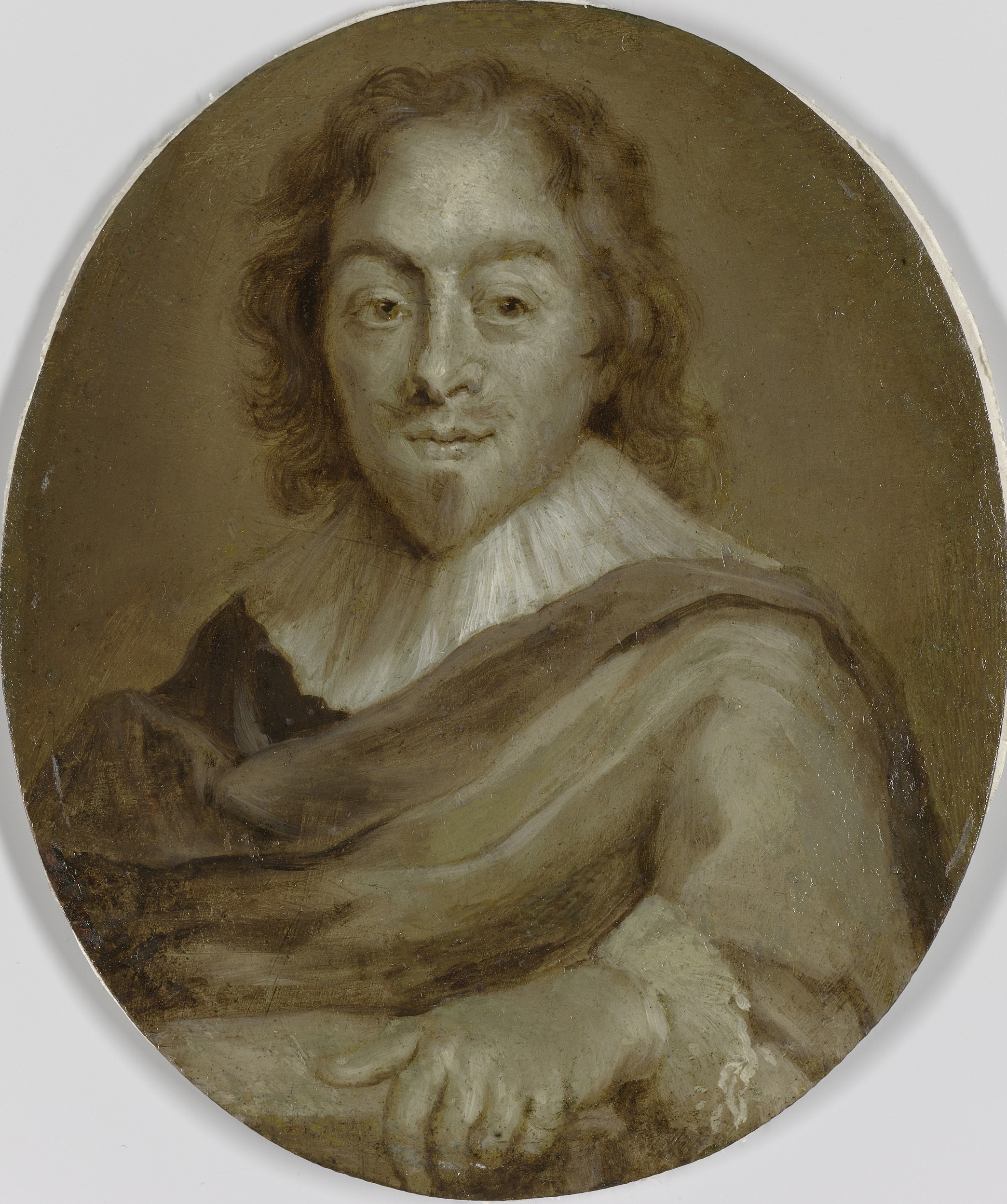
Constantijn Huygens, geportretteerd door Jan Maurits Quinkhard.

Ondanks haar twijfelachtige huwelijkssituatie genoot Béatrix de Cusance een groot aanzien. In 1652 ontmoette ze bij de koopmansfamilie Duarte in Antwerpen Constantijn Huygens en dit was het begin van hun vriendschap. In de loop der jaren zou het tweetal zo'n tachtig brieven uitwisselen. Ook schreef Huygens een aantal gedichten voor haar. Tevens componeerde hij voor Béatrix en haar dochter twee muziekstukken. In een van haar brieven omschrijft ze hun vriendschap als 'blijvende liefde-tot-de-dood voor de muziek'.
In de Briefwisseling van Constantijn Huygens (1608-1687) die is samengesteld door J.A. Worp zijn vele brieven tussen Cusance en Huygens niet opgenomen. Mogelijk achtte Worp deze briefwisseling niet van belang of wilde hij geen afbreuk doen aan de reputatie van Constantijn Huygens. Inmiddels is de hele correspondentie tussen hen gedigitaliseerd en in boekvorm verschenen.

## Nageslacht
Ze kreeg een kind uit haar huwelijk met Léopold-Eugène Perrenot de Granvelle:
- Béatrix (1636)

Uit haar huwelijk met Karel IV van Lotharingen kreeg ze drie kinderen:
- Frans (1637-1638)
- Anna (1639-1720), gehuwd  met Frans Maria van Lotharingen.
- Karel Hendrik de Vaudémont (1649-1723), vorst van Commercy.